# So Ji-sub
So Ji-sub (소지섭?, 蘇志燮?, So Ji-seopLR, So ChisŏpMR; Seul, 4 novembre 1977) è un attore e cantante sudcoreano.

## Biografia
Allenatosi per diventare un nuotatore professionista, So Ji-sub debutta invece come modello di jeans per la STORM nel 1995. Debutta sul piccolo schermo nella sitcom Namjaset yeojaset nel 1996 e nella serie televisiva Model nel 1997. Negli anni seguenti ha piccoli ruoli televisivi, ma inizia a ottenere popolarità quando entra nella serie del 2002 Yurigudu nel ruolo del secondo protagonista maschile. Il ruolo che lo lancia è quello dell'eroe tragico nella serie Mi-anhada, saranghanda nel 2004, che lo rende una star in Corea del Sud e in tutta l'Asia.
Dopo il servizio militare obbligatorio, svolto dal 2005 al 2007, debutta al cinema nel film d'azione Yeonghwanun yeonghwada. Nel 2009 entra nel mercato giapponese con la serie I am GHOST e nel mercato cinese con il film Feichang wanmei, dove recita insieme a Zhang Ziyi: firma poi con l'agenzia cinese ATN Entertainment. Dopo essere stato nominato ambasciatore della provincia di Gangwon nel 2010 per incrementare il turismo, il 20 maggio 2012 vi viene aperta una strada lunga 51 chilometri che porta il suo nome.
Intanto, con lo pseudonimo G o G-Sonic, registra due colonne sonore, ovvero i brani "Lonely Life" per Yeonghwanun yeonghwada e "Foolish Love" per il drama Ka-in-gwa Abel. Il 17 febbraio 2011, con il proprio nome, pubblica il singolo "Pick Up", che registra vendite molto basse, mentre a marzo 2012 esce il suo primo EP Corona Borealis. A gennaio 2013, So pubblica un secondo EP rap dal titolo 6 PM...Ground: le quattro canzoni vengono combinate in un drama musicale di dodici minuti con So, Park Shin-hye e Yoo Seung-ho, che viene in seguito modificato per trarne quattro video musicali, uno per ciascun brano. Il terzo EP, di genere electro-hip-hop, esce a giugno 2014 e s'intitola 18 Years.

## Filmografia

### Cinema
- Dodungmatgon motsar-a (도둑맞곤 못살아), regia di Im Gyeong-su (2002)
- Yeonghwanun yeonghwada (영화는 영화다), regia di Isao Harimoto (2008)
- U-TURN, regia di Jang Jin – cortometraggio (2008)
- Feichang wanmei (非常完美), regia di Eva Jin (2009)
- Ojik geudaeman (오직 그대만), regia di Song Il-gon (2011)
- Friends and Love (프렌즈 앤 러브) – cortometraggio (2011)
- A Company Man (회사원), regia di Im Sang-yoon (2012)

### Televisione
- Namja set yeoja set (남자 셋 여자 셋) – sitcom (1996)
- Model (모델) – serie TV (1997)
- Ganjighan geoseun ijhyeojiji anhneunda (간직한 것은 잊혀지지 않는다) – film TV (1998)
- Mi-una go-una (미우나 고우나) (1998)
- Love Story (러브스토리) – serie TV, episodio 1x06 (2000)
- Saranghandago malhaebwassni (사랑한다고 말해봤니) – film TV (2000)
- Wang Rung-ui daeji (왕룽의 대지) – serie TV (2000)
- Dangsinttaemune (당신때문에) – serie TV (2000)
- Joh-a, joh-a (좋아 좋아) – serie TV (2000)
- Yeojamanse (여자만세) – serie TV (2000)
- Meon gil (먼 길) – film TV (2001)
- Mashineun cheonghon (맛있는 청혼) – serie TV (2001)
- Ropeom (로펌) – serie TV (2001)
- Jigeum-eun yeon-aejong (지금은 연애중) – serie TV (2002)
- Yurigudu (유리구두) – serie TV (2002)
- Cheonnyeon ji-ae (천년지애) – serie TV (2003)
- Balli-eseo saenggin il  (발리에서 생긴 일) – serie TV (2003)
- Mi-anhada, saranghanda (미안하다 사랑한다) – serie TV (2004)
- Ka-in-gwa Abel (카인과 아벨) – serie TV (2009)
- I am GHOST – serie TV (2009)
- Road No. 1 (로드 넘버원) – serie TV (2010)
- Yuryeong (유령) – serie TV (2012)
- Jugun-ui tae-yang (주군의 태양) – serie TV (2013)
- Maendorong ttottot (맨도롱 또똣) – serie TV, episodio 1 (2015)
- Oh My Venus (오 마이 비너스) – serie TV (2015-2016)
- Nae dwi-e Terrius (내 뒤에 테리우스) – serie TV (2018)
- Doctor Lawyer (닥터 로이어?, Dakteo ro-i-eoLR) – serie TV (2022)
- Mercy for None (광장?) – serie TV (2025)

## Discografia
EP
- 2012– Corona Borealis
- 2013 – 6PM...Ground
- 2014 – 18 Years

Singoli
- 2008 – "Lonely Life"
- 2008 – "Foolish Love"
- 2011 – "Pick Up Line"

Colonne sonore
- 2009 – "Foolish Love - Drama Ver." (Ka-in-gwa Abel)
- 2010 – "The Sound Of Memory" (Road No. 1)

## Videografia
- 2008 – "Lonely Life"
- 2011 – "Pick Up Line"
- 2012 – "Some Kind of Story"
- 2013 – "Picnic"
- 2013 – "6PM...Ground"
- 2014 – "18 Years"
- 2014 – "Boy Go"

Oltre che nei videoclip delle sue canzoni, So Ji-sub è apparso anche nei video di altri artisti:
- 1997 – "Goodbye Yesterday", brano dei Turbo
- 1999 – "For You", brano di Ryu Chan
- 2001 – "The End", brano di Lee Hyun-woo
- 2001 – "Beautiful Days", brano di Jang Hye-jin
- 2005 – "Mr. Flower", brano di Jo Sungmo
- 2010 – "Smiling Goodbye", brano di Soya n Sun
- 2011 – "Take", brano di Seo In-guk

## Riconoscimenti
| Anno | Premio                                             | Categoria                                                   | Opera                  | Risultato       |
| ---- | -------------------------------------------------- | ----------------------------------------------------------- | ---------------------- | --------------- |
| 2000 | SBS Drama Awards                                   | Miglior nuovo attore                                        | Joa, joa, Yeoja manse  | Vincitore/trice |
| 2001 | Fashion Model Awards                               | Premio signora e signor Davidoff                            |                        | Vincitore/trice |
| 2003 | SBS Drama Awards                                   | Migliori dieci stelle                                       | Cheonnyeon jiae        | Vincitore/trice |
| 2003 | SBS Drama Awards                                   | Premio all'eccellenza, attore in un drama speciale          | Cheonnyeon jiae        | Vincitore/trice |
| 2004 | Baeksang Arts Awards                               | Attore più popolare (TV)                                    | Balli-eseo saenggin il | Vincitore/trice |
| 2004 | KBS Drama Awards                                   | Premio miglior coppia (con Im Soo-jung)                     | Mi-anhada, saranghanda | Vincitore/trice |
| 2004 | KBS Drama Awards                                   | Premio internauti                                           | Mi-anhada, saranghanda | Vincitore/trice |
| 2004 | KBS Drama Awards                                   | Premio popolarità                                           | Mi-anhada, saranghanda | Vincitore/trice |
| 2004 | KBS Drama Awards                                   | Premio massima eccellenza, attore                           | Mi-anhada, saranghanda | Vincitore/trice |
| 2005 | Baeksang Arts Awards                               | Miglior attore (TV)                                         | Mi-anhada, saranghanda | Vincitore/trice |
| 2008 | Best Jeanist Awards                                | Miglior indossatore di jeans internazionale                 |                        | Vincitore/trice |
| 2008 | Korean Association of Film Critics Awards          | Miglior attore                                              | Yeonghwanun yeonghwada | Vincitore/trice |
| 2008 | Blue Dragon Film Awards                            | Miglior nuovo attore                                        | Yeonghwanun yeonghwada | Vincitore/trice |
| 2008 | Korean Film Awards                                 | Miglior attore                                              | Yeonghwanun yeonghwada | Candidato/a     |
| 2009 | Asian Film Awards                                  | Miglior novellino                                           | Yeonghwanun yeonghwada | Candidato/a     |
| 2009 | Baeksang Arts Awards                               | Miglior nuovo attore                                        | Yeonghwanun yeonghwada | Vincitore/trice |
| 2009 | New York Asian Film Festival                       | Premio stella asiatica nascente                             | Yeonghwanun yeonghwada | Vincitore/trice |
| 2009 | Pusan Film Critics Awards                          | Miglior nuovo attore                                        | Yeonghwanun yeonghwada | Vincitore/trice |
| 2009 | Buil Film Awards                                   | Miglior nuovo attore                                        | Yeonghwanun yeonghwada | Vincitore/trice |
| 2009 | Grand Bell Awards                                  | Miglior nuovo attore                                        | Yeonghwanun yeonghwada | Candidato/a     |
| 2009 | Grimae Awards                                      | Miglior attore                                              | Ka-in-gwa Abel         | Vincitore/trice |
| 2009 | Ministero della Cultura, dello Sport e del Turismo | Attore televisivo dell'anno                                 | Ka-in-gwa Abel         | Vincitore/trice |
| 2009 | SBS Drama Awards                                   | Migliori dieci stelle                                       | Ka-in-gwa Abel         | Vincitore/trice |
| 2009 | SBS Drama Awards                                   | Premio alla massima eccellenza, attore                      | Ka-in-gwa Abel         | Vincitore/trice |
| 2010 | Daejong Film Festival                              | Successo nello scambio culturale                            |                        | Vincitore/trice |
| 2010 | Style Icon Awards                                  | Icona internazionale di stile                               |                        | Vincitore/trice |
| 2010 | Korea Lifestyle Awards                             | Uomo meglio vestito dell'anno                               |                        | Vincitore/trice |
| 2011 | Korea Tourism Awards                               | Premio successo speciale                                    |                        | Vincitore/trice |
| 2011 | Korean Culture and Entertainment Awards            | Gran premio per la recitazione in un film                   | Ojik geudaeman         | Vincitore/trice |
| 2012 | SBS Drama Awards                                   | Migliori dieci stelle                                       | Yuryeong               | Vincitore/trice |
| 2012 | SBS Drama Awards                                   | Premio alla massima eccellenza, attore in un drama speciale | Yuryeong               | Vincitore/trice |
| 2013 | SBS Drama Awards                                   | Migliori dieci stelle                                       | Jugun-ui tae-yang      | Vincitore/trice |
| 2013 | SBS Drama Awards                                   | Premio alla massima eccellenza, attore in una miniserie     | Jugun-ui tae-yang      | Vincitore/trice |